# Scotland's Great Trails

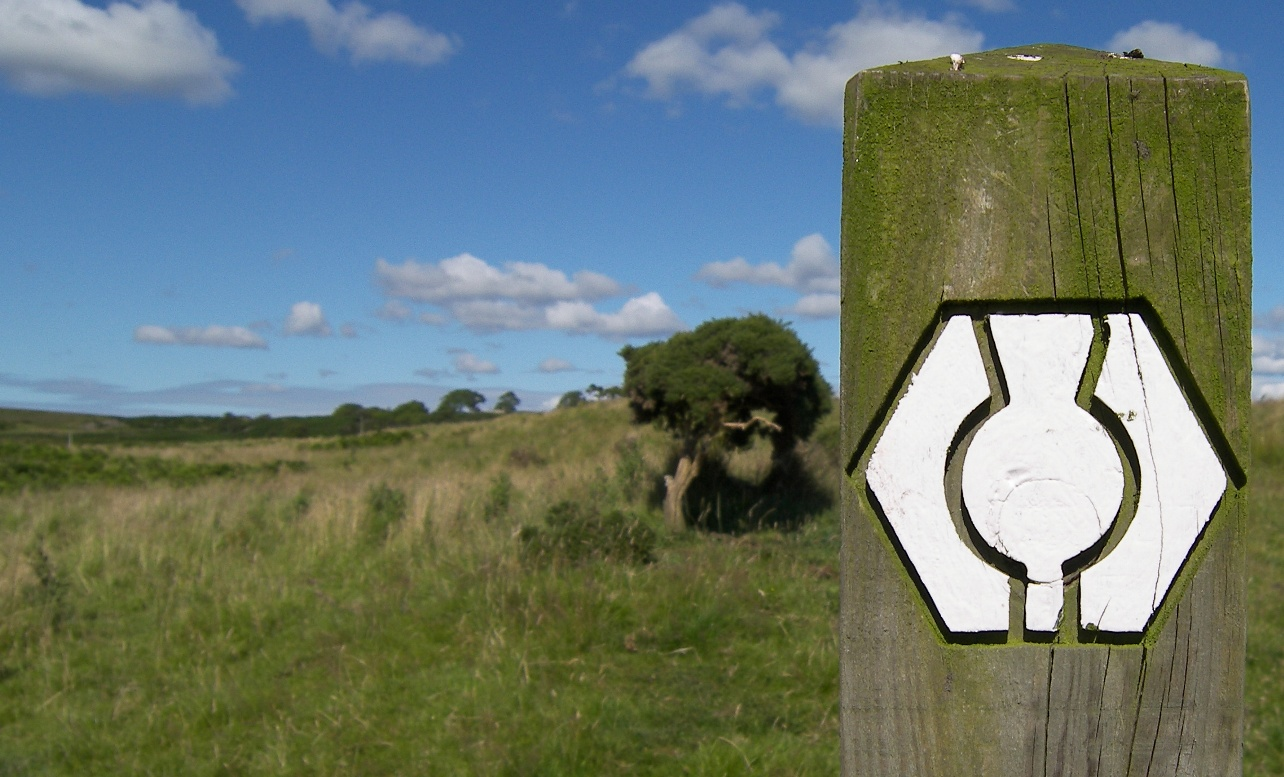
Un marquage typique sur la Southern Upland Way.

Les Scotland's Great Trails sont des sentiers de grande randonnée en Écosse analogues aux National Trails d'Angleterre et du pays de Galles ou aux sentiers de grande randonnée en France. Les itinéraires désignés sont principalement destinés aux marcheurs, mais peuvent comporter des sections adaptées aux cyclistes et aux cavaliers. L'un des sentiers, le Great Glen Canoe Trail, est conçu pour les canoéistes et les kayakistes. Les sentiers ont une longueur de 40 à 340 km et doivent être parcourus pendant plusieurs jours, soit en combinant des excursions d’une journée, soit en une expédition de bout en bout.
Pour être classé parmi les « Great Trails » d’Écosse, un itinéraire doit remplir certains critères. Chacune des routes doit avoir une longueur minimale de  40 km et être clairement identifiée par un symbole dédié. On s'attend à ce que des services destinés aux visiteurs soient présents tout au long du parcours et que l'itinéraire dispose d'une présence en ligne pour aider les visiteurs à planifier leur voyage. Les sentiers doivent être en grande partie hors route, moins de 20 % du parcours étant sur le bitume. Scottish Natural Heritage (SNH) est le dépositaire de la marque. Il gère la liste officielle et fournit une partie des finances et de la publicité, mais la responsabilité de la création et de la maintenance de chaque itinéraire incombe à la ou aux autorités locales par le biais desquelles un itinéraire passe. Il y a 29 itinéraires offrant 3 000 km de sentiers au total. En outre, les 10 kilomètres les plus septentrionaux de la Pennine Way entre la frontière anglo-écossaise et Kirk Yetholm se trouvent en Écosse, mais sont désignés comme l'un des National Trails.
Le parcours de chacun des grands sentiers est indiqué par des diamants de couleur sur les cartes Ordnance Survey Explorer (1:25000) et Landranger (1:50000) ; le logo SGT, un chardon dans un hexagone, est également utilisé pour mettre en évidence les itinéraires à l'échelle 1:25000,.

## Histoire
Les sentiers sont issus des itinéraires longue distance proposés et financés par Scottish Natural Heritage, puis gérés et entretenus par les autorités locales. La Loi de 1967 sur la campagne (Écosse) a fourni la base légale pour les itinéraires longue distance, mais le premier n'a été ouvert officiellement qu'en 1980. En 2010, il n'existait que quatre Great Trails :
- West Highland Way, ouvert en 1980 ;
- Speyside Way, ouvert en 1981 ;
- Southern Upland Way, ouvert en 1984 ;
- Great Glen Way, ouvert en 2002.

À la suite de l’adoption de la loi de réforme du sol (Écosse) de 2003, le public a le droit d’accéder de manière responsable à la plupart des terres en Écosse, conformément au code écossais relatif au plein air. Les droits d'accès pour les nouvelles routes ne doivent donc plus être négociés et de nombreuses promenades nommées ont été développées par les autorités locales, les organisations touristiques et les auteurs de guides. En 2010, Scottish Natural Heritage a décidé de ne pas désigner officiellement d'autres Great Trails, mais plutôt d'encourager des propositions plus locales de nouvelles routes pour les sentiers de grande randonnée. Dans le cadre de cette approche, il a été reconnu qu’une forte « identité de marque » était nécessaire pour faciliter la commercialisation des itinéraires de longue distance de l’Écosse sur la scène internationale. Des normes minimales seraient appliquées pour la sélection de ces itinéraires marqués, en tenant compte de facteurs tels que :
- sécurité ;
- attrait du paysage ;
- surfaces de sentiers ;
- information ;
- installations et services ;
- signalisation et balisage ;
- définition et continuité de la route ;
- accessibilité ;
- accès en transports publics et privés ;
- gestion des itinéraires.

Scotland's Great Trails a été choisi comme identité de marque. En 2018, 29 grands sentiers étaient officiellement reconnus.

## Liste des Scotland's Great Trails
| Nom                           | Longueur | Longueur | Dénivelé (m) | Région                                             | Extrémité 1                      | Extrémité 2                              | Description |
| Nom                           | mi       | km       | Dénivelé (m) | Région                                             | Extrémité 1                      | Extrémité 2                              | Description |
| ----------------------------- | -------- | -------- | ------------ | -------------------------------------------------- | -------------------------------- | ---------------------------------------- | --- |
| Annandale Way                 | 55       | 89       | 1150         | Dumfries and Galloway : Solway Coast               | Moffat                           | Annan                                    | Suit la vallée du fleuve Annan depuis sa source dans les collines de Moffat jusqu'à la mer dans le Solway Firth.                                                   |
| Arran Coastal Way             | 66       | 106      | 390          | Île d'Arran                                        | N/A                              | N/A                                      | Itinéraire circulaire autour du littoral de l'île d'Arran. |
| Ayrshire Coastal Path         | 100      | 161      | 1110         | Ayrshire                                           | Glenapp, Ballantrae              | Skelmorlie, North Ayrshire               | Il longe la côte et fait partie du sentier international des Appalaches.                                                                                           |
| Berwickshire Coastal Path     | 28       | 45       | 1060         | Scottish Borders et nord de l'Angleterre           | Cockburnspath, Scottish Borders  | Berwick-upon-Tweed, Northumberland       | Sentier côtier couvrant la frontière anglo-écossaise. |
| Borders Abbeys Way            | 68       | 109      | 1300         | Scottish Borders                                   | N/A                              | N/A                                      | Itinéraire circulaire dans les Borders passant par les ruines de nombreuses abbayes : Kelso - Jedburgh - Hawick - Selkirk - Melrose.                               |
| Cateran Trail                 | 64       | 103      | 2470         | Perth and Kinross et Angus                         | Blairgowrie and Rattray          | N/A                                      | Circuit circulaire couvrant de nombreuses conditions, telles que terres agricoles, montagnes et forêts : Blairgowrie - Kirkmichael - Spittal of Glenshee - Alyth.  |
| Clyde Walkway                 | 40       | 64       | 720          | South Lanarkshire                                  | Glasgow                          | New Lanark                               | Se situe près de la rivière Clyde sur la majeure partie de sa longueur.                                                                                            |
| Cowal Way                     | 57       | 92       | 2165         | Argyll and Bute : Cowal Peninsula                  | Portavadie                       | Inveruglas sur les rives du Loch Lomond  | Se connecte avec le West Highland Way. |
| Cross Borders Drove Road      | 52       | 84       | 146          | Édimbourg et Scottish Borders                      | Little Vantage, près d'Édimbourg | Hawick                                   | Un des plus récents sentiers basés sur des itinéraires existants.                                                                                                  |
| Dava Way                      | 24       | 39       | 1865         | Moray                                              | Grantown-on-Spey                 | Forres                                   | Suit le tracé de l’ancien Highland Railway, fermé en 1965. |
| Fife Coastal Path             | 117      | 188      | 420          | Fife                                               | Kincardine                       | Newburgh                                 | Lors de son ouverture, il allait initialement de North Queensferry à Tayport, mais a ensuite été agrandi.                                                          |
| Formartine and Buchan Way     | 53       | 85       | 158          | Aberdeenshire                                      | Dyce, près d'Aberdeen            | Fraserburgh et Peterhead                 | Suit la voie de l'ancienne ligne de chemin de fer, les chemins de fer Formartine et Buchan, qui a été fermée en 1970. Le chemin se divise en deux sections à Maud. |
| Forth and Clyde Canal Pathway | 66       | 106      | 35           | Central Belt                                       | Bowling, West Dunbartonshire     | Fountainbridge, Édimbourg                | Sentier entre le Firth of Forth et le Firth of Clyde. |
| Great Glen Canoe Trail        | 60       | 97       | 1 835        | Highlands                                          | Banavie, près de Fort William    | Clachnaharry, près de Inverness          | Sentier de canotage sur des canaux et des écluses artificielles.                                                                                                   |
| Great Glen Way                | 79       | 127      | 1165         | Highlands                                          | Fort William                     | Inverness                                | Suit le Great Glen. |
| Great Trossachs Path          | 28       | 45       | 2015         | Trossachs                                          | Callander, Stirling              | Inversnaid sur les berges du Loch Lomond | Dans le parc national du Loch Lomond et des Trossachs. |
| John Muir Way                 | 134      | 216      | 3140         | Central Belt                                       | Helensburgh, Argyll and Bute     | Dunbar, East Lothian                     | Nommé en l'honneur du conservateur écossais John Muir, né à Dunbar en 1838 et fondateur du National Park Service.                                                  |
| Kintyre Way                   | 100      | 161      | 1810         | Argyll and Bute, Argyllshire                       | Tarbert                          | Machrihanish                             | Sur la péninsule de Kintyre. |
| Moray Coast Trail             | 50       | 80       | 410          | Moray                                              | Forres                           | Cullen                                   | Une partie du North Sea Trail. |
| Mull of Galloway Trail        | 37       | 60       | 480          | Dumfries and Galloway et South Ayrshire            | Mull of Galloway                 | Glenapp, Ballantrae                      | Créé et maintenu par le Rotary Club of Stranraer. |
| River Ayr Way                 | 44       | 71       | 470          | Sud de l'Ecosse                                    | Glenbuck, East Ayrshire          | Ayr, South Ayrshire                      | Suit principalement la rivière Ayr. |
| Rob Roy Way                   | 92       | 148      | 2325         | Perthshire et Stirlingshire                        | Drymen, Stirling                 | Pitlochry, Perth and Kinross             | Il tire son nom de Robert Roy MacGregor, un héros folklorique écossais et hors la loi du début du XVIIIe siècle.                                                   |
| Romans and Reivers Route      | 52       | 84       | 1695         | Southern Uplands                                   | Ae                               | Hawick                                   | Suit principalement la voie romaine. |
| St Cuthbert's Way             | 62       | 100      | 7775         | Scottish Borders et nord de l'Angleterre           | Melrose, Scottish Borders        | Lindisfarne, Northumberland              | Nommé d'après Cuthbert, un saint du 7e siècle, originaire des Borders qui a passé sa vie au service de l'église.                                                   |
| Southern Upland Way           | 212      | 341      | 1245         | Southern Uplands                                   | Portpatrick                      | Cockburnspath, Berwickshire              | Itinéraire d'est en ouest d'un océan à l'autre. |
| Speyside Way                  | 80       | 129      | 2075         | Nord de l'Ecosse                                   | Aviemore                         | Buckie, Moray                            | Suit la rivière Spey à travers certaines régions du Banffshire, du Morayshire et d’Inverness-shire.                                                                |
| Three Lochs Way               | 34       | 55       | 1560         | Ligne de faille des Highlands au sud des Highlands | Balloch, West Dunbartonshire     | Inveruglas, Argyll and Bute              | Pendant une grande partie du trajet, il traverse le parc national du Loch Lomond et des Trossachs.                                                                 |
| West Highland Way             | 96       | 154      | 3155         | Lowlands et Highlands                              | Milngavie, près de Glasgow       | Fort William, Highlands                  | Premier et le plus populaire parcours de marche en Écosse. |
| West Island Way               | 30       | 48       | 690          | Île de Bute                                        | Kilchattan Bay                   | Port Bannatyne                           | Le premier itinéraire longue distance balisé sur une île écossaise.                                                                                                |